# Konstanty Wsiewołodowicz

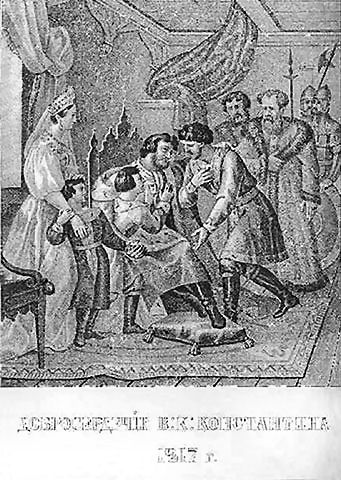
Konstanty na obrazie Borysa Czorikowa

Konstanty Wsiewołodowicz zwany „Mądrym” lub „Dobrym”, ros. Константи́н Все́володович (ur. 18 maja 1186, zm. 2 lutego 1218) – kniaź Nowogrodu Wielkiego w latach 1205/6-7, wielki książę włodzimiersko-suzdalski od 1216 roku do swojej śmierci, książę rostowski od 1207 do śmierci. Był najstarszym synem i jednym z dwanaściorga dzieci księcia Wsiewołoda III Wielkie Gniazdo i Marii Szwarnownej.
Przejściowo z nadania ojca kontrolował Nowogród Wielki, strącając z tamtejszego tronu Świętopełka V Gabriela Wsiewołodowicza. W 1207 roku ojciec nadał mu Rostów i Jarosław. W wyniku wewnętrznego konfliktu (Konstanty żądał przeniesienia stolicy do Rostowa) został jednak wydziedziczony, a władza nad Włodzimierzem przekazana drugiemu co do starszeństwa Jerzemu. Najstarszemu synowi miał pozostawić 5 miast: Twer, Riazań, Rostów, Niżny Nowogród i Jarosław. Konstanty nie odstąpił z walki o pełną władzę, co pogrążyło tę ziemię w anarchii, a dzieci Wsiewołoda podzieliły się na 2 obozy. W 1216 roku zjednoczył się z Mścisławem II Udałym i pokonał brata w bitwie nad rzeką Lipicą i przejął władzę. W czasie swych rządów większość czasu spędzał w nowej siedzibie, ale w Rostowie pozostawił m.in. sobór katedralny i bibliotekę. Przekazy podają, że znał kilka języków i do księgozbioru sprowadził ponad 1000 pozycji, w tym greckie. Przyczyniło się to do nadania mu przydomka „Mądry”. Zmarł w 1218, a ster rządów we Włodzimierzu powrócił wtedy do Jerzego. Liczni potomkowie Konstantego zachowali zwierzchność nad Jarosławem i Rostowem, gdzie rządzili nawet do końca XV wieku.
1195 roku poślubił Mścisławę ze Smoleńska, córkę Mścisława Romanowicza Starego, z którą miał co najmniej trójkę dzieci:
- Wasylkę (ur. 7 grudnia 1208, zm. 4 marca 1238 w bitwie z Mongołami nad rzeką Sit) – władcę Rostowa od 1218
- Wsiewołoda (ur. 18 czerwca 1210, zm. 4 marca 1238 w bitwie znad Sit) – władcę Jarosławia od 1218
- Włodzimierza Dymitra (1214-1247) – księcia Uglicza